# Raúl Eduardo Vela Chiriboga
Raúl Eduardo Vela Chiriboga (ur. 1 stycznia 1934 w Riobambie, zm. 15 listopada 2020 w Quito) – ekwadorski duchowny rzymskokatolicki, emerytowany arcybiskup metropolita Quito, kardynał.

## Życiorys
Święcenia kapłańskie przyjął 28 lipca 1957 i został inkardynowany do diecezji Riobamba. Po święceniach został sekretarzem kurii biskupiej, zaś w 1967 objął funkcję dyrektora diecezjalnej Caritas. W latach 1968–1975 pracował w ekwadorskiej Konferencji Episkopatu, gdzie piastował stanowisko sekretarza (1968–1970), a następnie sekretarza generalnego (1970–1975).
20 kwietnia 1972 papież Paweł VI mianował go biskupem pomocniczym Guayaquil. Sakrę otrzymał 21 maja 1972 w katedrze w Quito z rąk kardynała Pablo Muñoza Vegi SJ, ówczesnego arcybiskupa Quito. Otrzymał równocześnie stolicę tytularną Ausafa. 29 kwietnia 1975 został biskupem ordynariuszem diecezji Azogues. 8 lipca 1989 został przeniesiony na stanowisko ordynariusza polowego ekwadorskiej armii, ze stolicą tytularną w Pauzera (7 marca 1998 zrezygnował z biskupstwa tytularnego).
21 marca 2003 został mianowany na tradycyjnie najważniejszy urząd w ekwadorskim Kościele, arcybiskupa metropolity Quito. Po ukończeniu 75 lat, zgodnie z prawem kanonicznym, podał się do dymisji, którą papież Benedykt XVI przyjął ostatecznie z dniem 11 września 2010. Jego następcą został mianowany abp Fausto Trávez Trávez.
20 października tego samego roku ogłoszona została jego nominacja kardynalska. Oficjalna kreacja odbyła się podczas konsystorzu 20 listopada 2010.
Brał udział w konklawe 2013, które wybrało papieża Franciszka. 1 stycznia 2014 w związku z ukończeniem 80 lat utracił prawo do czynnego udziału w przyszłych konklawe.
Zmarł 15 listopada 2020. 